# ディオイラ州
ディオイラ州（ディオイラしゅう、フランス語: Région de Dioïla）は、マリ共和国中央部の州。州都はディオイラ。北をセグー州と、東をクーティアラ州と、南東をシカソ州と、南をブグニ州と、西をクリコロ州と接する。州では唯一、他国と接していない内陸州である。
面積は12,330平方キロメートルで、州の中では最も小さい。人口は約68万人（2022年国勢調査）。クリコロ州を分割して作られた。
2012年3月2日に採択された地方行政区画法（N°2012-017）で創設が決定した新州のひとつで、マリ北部紛争勃発や政局の混乱により創設は延期された。2020年の軍事クーデター後の12月2日、軍事政権によってAminata Dialloが州知事に任命され、暫定的に発足した。2023年2月22日、正式にディオイラ州が創設された。

## 圏
2023年2月時点で6圏に区分される。それ以前は圏や郡が存在しなかった。
- ディオイラ圏（Dioïla）
- バンコ圏（Banco）
- ベレコ圏（Béléko）
- ファナ圏（Fana）
- マッシグイ圏（Massigui）
- メナ圏（Ména）

圏の下は13郡、23コミューン、361村・フラクスィオン・カルティエの順に細分化されている。